# Wieruszów
Wieruszów é um município da Polônia, na voivodia de Łódź e no condado de Wieruszów. Estende-se por uma área de 5,98 km², com 8 635 habitantes, segundo os censos de 2016, com uma densidade de 1446,4  hab/km².